# Masque
Die englische Masque ist ein höfisches Maskenspiel des 16. und 17. Jahrhunderts und ein direkter Vorläufer der barocken Oper in England.

## Form
Die Masque ist im französischen Ballet de cour und in der Masquerade verwurzelt. Ausschließlich am Hofe von Angehörigen des Königs aufgeführt, ist sie in England seit 1513 in Gebrauch. Sie ist eine eigenständige Gattung, in der erstmals Dichtung, Musik, Tanz, Kostüm, Bühneneffekte und Architektur vereint wurden. Der Schwerpunkt lag eher auf den Gesängen und Tänzen als auf der dramaturgischen Geschlossenheit. Drama und Musik waren noch voneinander getrennt und die Vokal- und Instrumentalmusik hatte keinerlei Anteil am dramatischen Geschehen. 1609 fügte der Dichter Ben Jonson der Masque of Queens als Gegensatz zur höfischen Masque eine so genannte Antimasque bei, eine parodistisch-groteske, oft auch obszöne Darbietung, die von Berufsschauspielern aufgeführt wurde.

## Aufbau
Nach einem einleitenden Prolog beginnt der Auftritt der maskierten Darsteller (Masquers). Im Anschluss daran folgt ein allegorisches Hauptstück, welches auch mythologische Elemente enthalten kann. Dieses Hauptstück umfasst gesprochene Dialoge, Tanzdarbietungen, Chöre (Madrigale), Sololieder, Pantomimen und Airs (Lautenlieder). Der abschließende Teil der Aufführung wird durch den Main Dance eingeleitet, eine Art Ball, bei dem die maskierten Darsteller ihre standesgemäßen Partner wählen. Nach der Demaskierung endet die Veranstaltung mit einem gemeinsamen Schlusstanz, an dem auch das Publikum teilnimmt.

## Vertreter und Werke
Wichtige Komponisten der englischen Masque waren die Brüder Henry Lawes und William Lawes, Captain Henry Cooke, William Child, Christopher Gibbons, Matthew Locke, Monteverdis Schüler Walter Porter und John Blow. Einige von ihnen bemühten sich schon ab 1610 um die Einführung des typisch italienischen stile recitativo (also des gesprochenen Gesangs). Die Komponisten näherten die Masque immer mehr der Oper an, und bereits Mitte des 17. Jahrhunderts wurde gelegentlich die Bezeichnung 'Opera' für die Masques verwendet. Im Maskenspiel Lovers Made Men von 1617 wird erstmals in der Manier der recitative musick gesungen, der Nicholas Laniers Hero’s Complaint to Leander (1628), im Stil italienischer Lamenti (chromatisch abfallende Quarten) noch näher kommt. Besonders nennenswerte Schauspieldichter der Maskenspiele sind Ben Jonson (ca. 25 Libretti), John Dryden sowie James Shirley. Letzterer wurde bekannt als Dichter von Cupid and Death (Musik von Locke und Gibbons), das in der Zeit des Commonwealth erfolgreich war. Auf dem Gebiet der Bühnenbildnerei war Inigo Jones sehr gefragt. Er nahm sich die pompösen, bewegbaren Bühnenmaschinerien Italiens und Frankreichs zum Vorbild.

## Bedeutung
In der Zeit der kulturellen Verbote Cromwells war die Masque zwar noch erlaubt, jedoch wurde sie nach dessen Tod (1658) von der aufkommenden Oper verdrängt und diente nur noch als Intermedium oder als volkstümliche Unterhaltung. Zusammen mit dem Drama war sie der Nährboden der Oper in England gewesen; von nun an hatte sie keinen weiteren Einfluss auf die allgemeine Entwicklung der englische Musik.